# Andrenosoma irigensis
Andrenosoma irigensis är en tvåvingeart som beskrevs av H. Oldroyd 1972. Andrenosoma irigensis ingår i släktet Andrenosoma och familjen rovflugor.
Artens utbredningsområde är Filippinerna. Inga underarter finns listade i Catalogue of Life.